# Route nationale 124 (France)
Pour les articles homonymes, voir Route nationale 124.
La route nationale 124, ou RN 124, en France, relie aujourd'hui Toulouse au département du Gers jusqu'à Espas, en desservant notamment Auch après initialement avoir relié Toulouse à Saint-Geours-de-Maremne.
Le décret de consistance du réseau routier national du 5 décembre 2005 entraîne son déclassement entre Saint-Geours-de-Maremne et Espas (Gers), la partie orientale étant maintenue dans la domanialité nationale, en tant que partie de l'itinéraire à grand gabarit utilisé jusqu'en 2021 par Airbus entre Langon et Blagnac.
La portion de Colomiers à Toulouse est absorbée par l'A624, gratuite mais très encombrée.
La route compte un trafic journalier compris entre 10 000 et 20 000 véhicules jour,.

## Historique

### Création
La route nationale 124 a d'abord relié Toulouse à Tartas, succédant à la route impériale no  144 de Toulouse à Bayonne, créée en 1811. En 1952, quand les RN 10 et 132 échangèrent leurs itinéraires dans les Landes, la RN 124 reprit l'ancien tronçon de la RN 10 de Tartas à Saint-Geours-de-Maremne.

### Déclassements départementaux
À la suite de la réforme de 1972, le tronçon de Grenade-sur-l'Adour à Tartas a été déclassé en RD 924. Entre Grenade-sur-l'Adour et Tartas, la RN 124 passe par Mont-de-Marsan en reprenant les tronçons des RN 649 et 132.
En 2006, une partie de cette route a été déclassée dans le Gers. La section concernée se situe entre Barcelonne-du-Gers (limite du Département des Landes) et Espas (carrefour avec l'ex-CD 20 reclassé RN 524). Curieusement, le tronçon de Barcelonne-du-Gers à Manciet a été intégré à la RD 931, qui correspondait entre Manciet et Agen à la N 131 historique, tandis que les quelques kilomètres restants ont été numérotés D 924. Dans les Landes, la N 124 a été déclassée en D 824 entre Mont-de-Marsan et Saint-Geours-de-Maremne et prend la forme d'une 2×2 voies. Le tracé de la RN 124 non déclassé se termine un peu avant le village de Manciet. Au-delà de Manciet et jusqu'à Saint-Geours-de-Maremne, la route nationale 124 est déclassée en route départementale 924, route départementale 931, route départementale 824, et dans Saint-Geours-de-Maremne, en route départementale 824E.
La loi n° 2022-217 du 21 février 2022 prévoit le transfert des routes nationales aux collectivités volontaires. La gestion de la route nationale 124 est transférée en intégralité au 1er janvier 2024 :
- À Toulouse Métropole sur son territoire
- Au département de la Haute-Garonne sur le reste du département, avec le réseau routier de la Haute-Garonne
- Au département du Gers sur son territoire, avec le réseau routier du Gers

### Passage en 2×2 voies

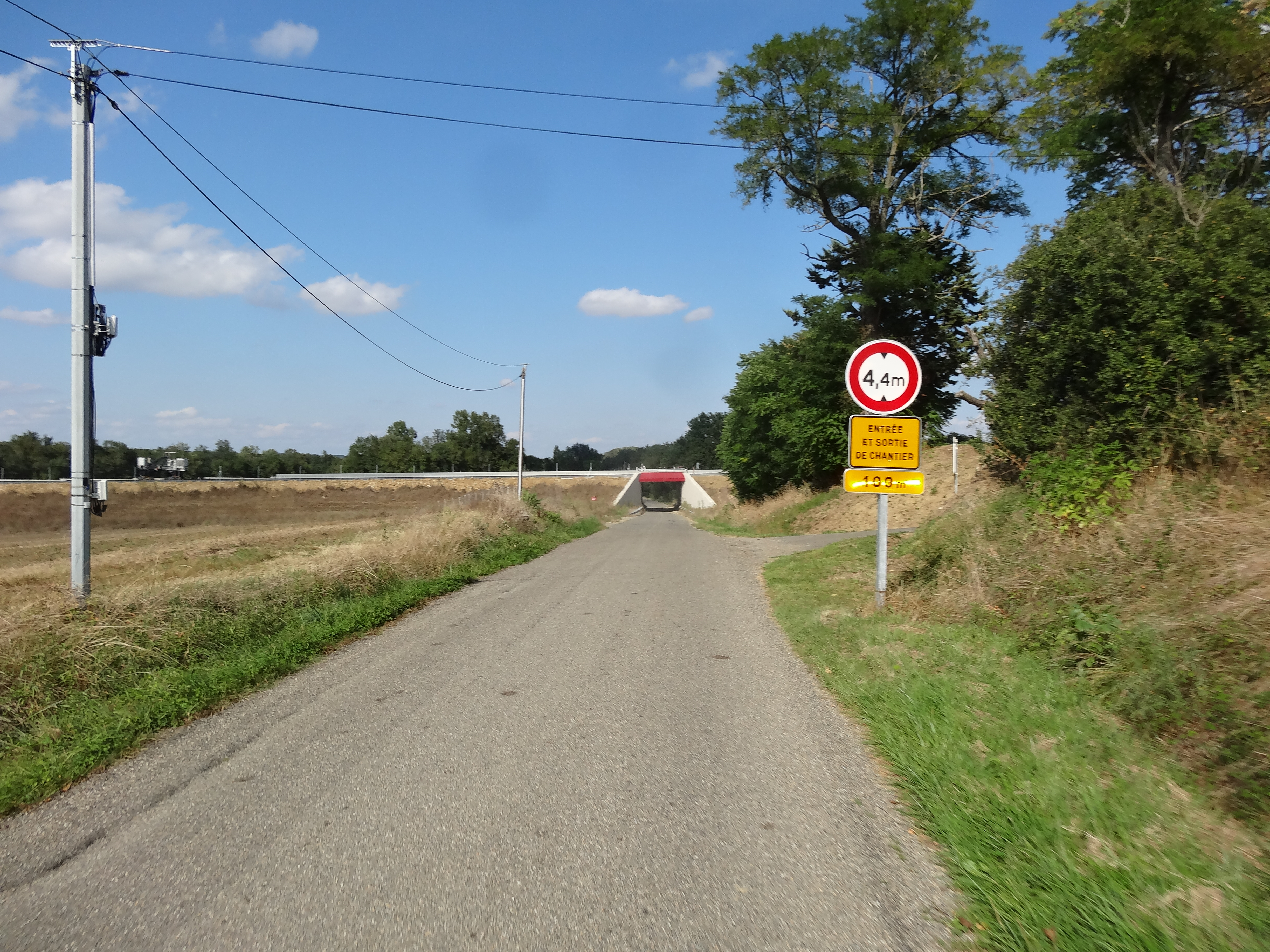
Aperçu des travaux à Gimont en 2021.

En 1979 est prévu le passage en 2x2 voies d'une partie du tracé et la passage partiel de l'autre partie.
En 1999, les travaux d'aménagement en 2x2 voies sont considérés d'utilité publique sur 43 kilomètres entre deux localités.
La route est au fur et à mesure transformé en 2x2 voies au vu de l'augmentation du trafic entre Auch et Toulouse et mise en norme autoroutière pour prolonger l'A624.
Les dates clés du doublement de la route nationale sont les suivantes :
- en octobre 2003.: 2x2 voies par une nouvelle route entre Colomiers et Pibrac ouverte à la circulation
- en 2003: Déviation d'Aubiet par une nouvelle route à 2x2 voies sur une longueur de 8 km ouverte à la circulation [7].
- en 2005: réalisation effectué de l'aménagement de l'accès au village de Monferran-Savès
- début 2007: Mise aux normes autoroutières de la déviation de Colomiers.
- Déviation de Pujaudran par une nouvelle route à 2x2 voies réalisée sur une longueur de 2,2 km.
- Déviation de L'Isle-Jourdain par une nouvelle route à 2x2 voies réalisée sur une longueur de 10 km.
- le 6 juillet 2009: ouverture à la circulation de la déviation de Léguevin par une nouvelle route à 2x2 voies sur une longueur de 12 km [8].
- le 15 décembre 2012: ouverture à la circulation de la 2x2 voies par une nouvelle route entre Aubiet et Auch sur une longueur de 8,4 km [9].
- Déviation de Gimont[10] par une nouvelle route à 2x2 voies sur une longueur de 9,5 km[11] ouverte à la circulation le 15 février 2022[12].
- Début des travaux annoncé en 2023 pour la 2x2 voies par une nouvelle route entre Gimont et L'Isle-Jourdain, d'une longueur de 13 km, prévue en 2027[13].

En 2021, le premier ministre dit participer au financement de la finalisation du doublement de la N124.
Le projet coute 84,3 millions d’euros (TTC), financé à hauteur de 45% par l'état, le reste étant partagé en deux moitiés entre la région Occitanie et les collectivités locales.
Ce chantier entre Gimont et L'Isle-Jourdain est découpée en trois phases contractuelles,:
- phase 1: voies de substitutions: ouvrages et voies de substitution et couche de roulement et équipements; création des raccordements à l'automne automne;
- phase 2: terrassements et couche de forme de la section courante de la future 2x2 voies, avant fin 2026;
- phase 3: réalisation de la couche de roulement et des équipements.

A l'issue du chantier, deux nouveaux échangeurs complets devraient exister sur cette route nationale autoroutière:
- l'un au lieu-dit Lafourcade à Gimont;
- l'autre au lieu-dit du Choulon à L’Isle-Jourdain.

### Itinéraire initial, de Toulouse à Saint-Geours-de-Maremne

#### De Toulouse à Grenade-sur-l'Adour

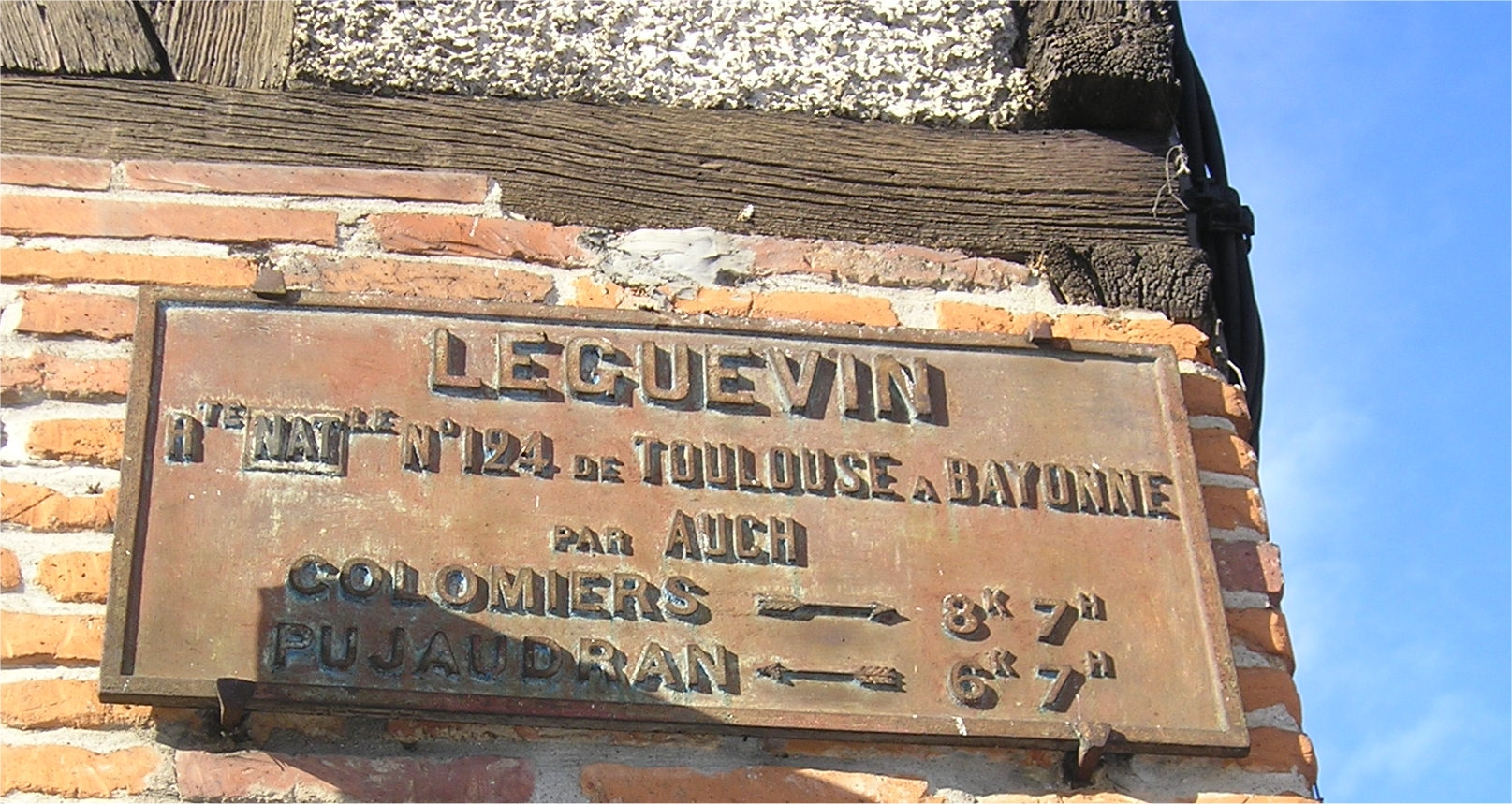
Ancien panneau de Léguevin

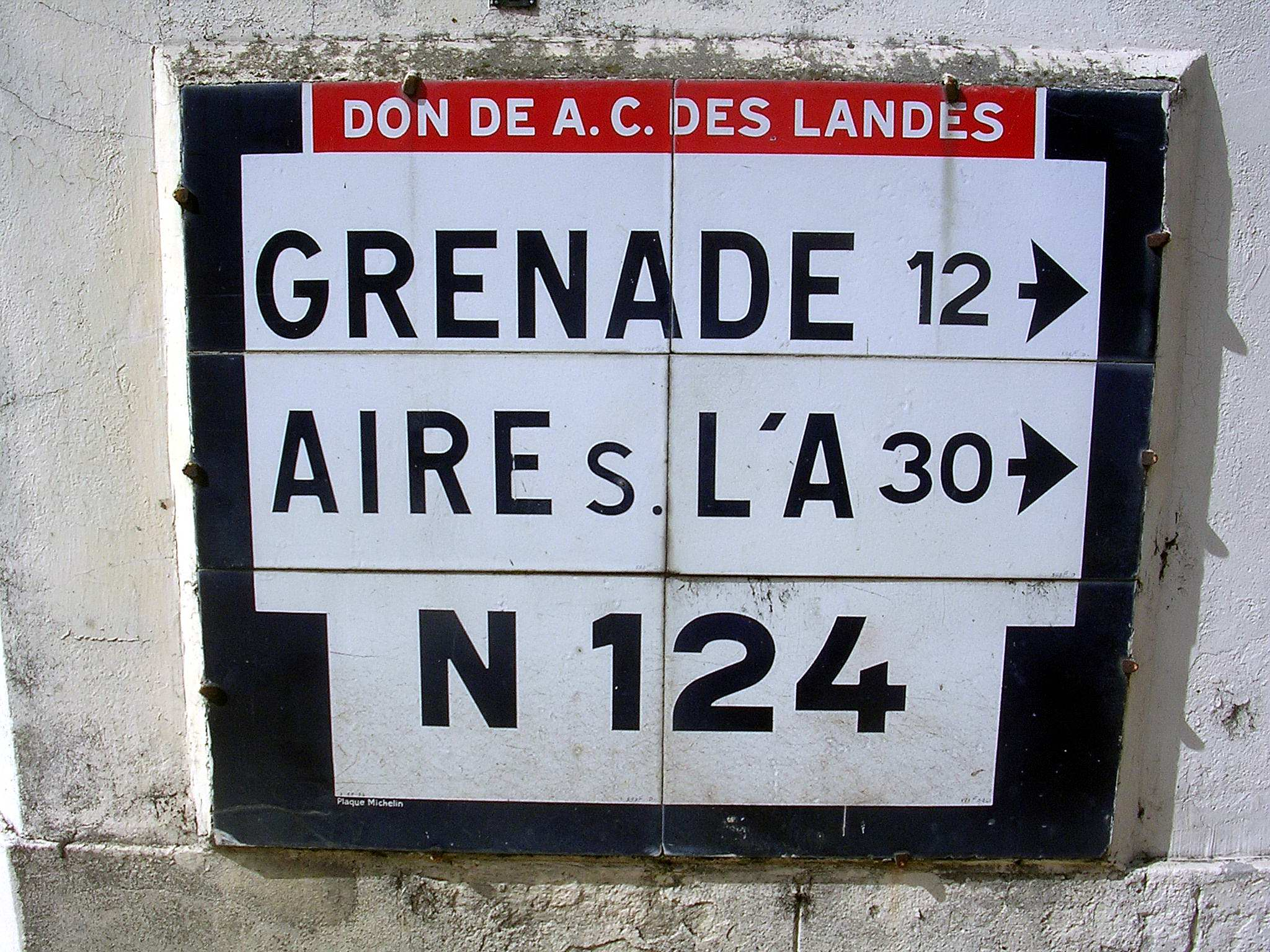
Ancien panneau Michelin à Saint-Sever

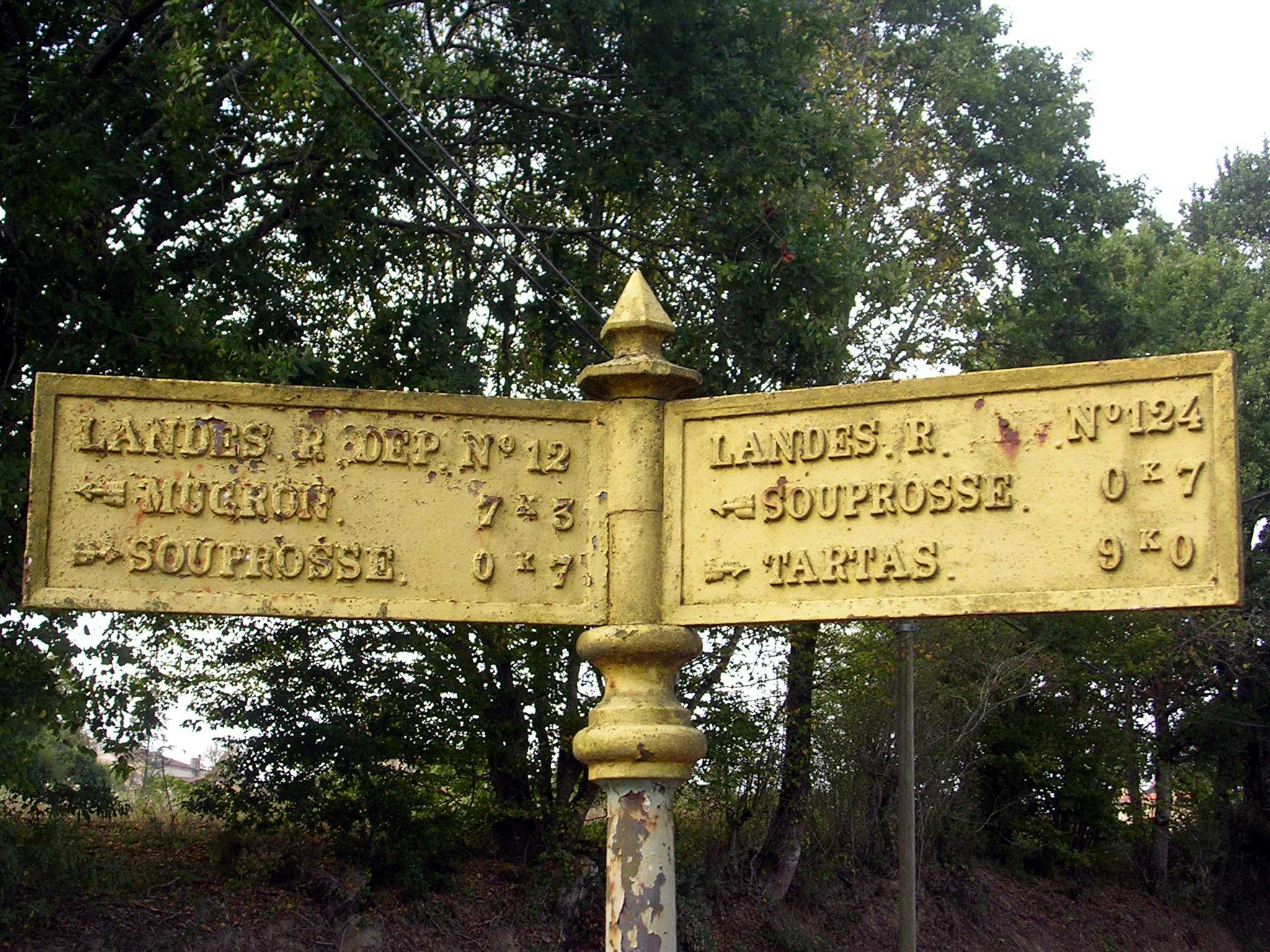
Ancien panneau à Souprosse

La route part de Toulouse sous le nom d'autoroute A624 à la jonction autoroute A620-A624, à la sortie no 29 de l'autoroute A620. La route nationale 124 prend son nom initial au niveau de Colomiers et est presque entièrement 2X2 voies jusqu'à Auch. De Manciet à Aire-sur-l'-Adour, la RN 124 est déclassée en route départementale 931.
Les départements traversés sont la Haute-Garonne, le Gers à partir de Pujaudran et les Landes à partir de Aire-sur-l'Adour.
Les communes desservies sont :
- Toulouse (km 0)
- Colomiers
- Léguevin (km 17)
- Pujaudran
- L'Isle-Jourdain (km 31)
- Monferran-Savès
- Giscaro
- Gimont (km 48)
- Aubiet (km 56)
- Marsan (km 61)
- Lahitte (km 65)
- Leboulin (km 70)
- Auch (km 74)
- Saint-Jean-Poutge (km 94)
- Vic-Fezensac (km 102)
- Dému (km 113)

À partir d'Espas, une route se poursuit sous les dénominations actuelles de D924 puis D931 jusqu'à Aire sur Adour aujourd'hui desservie par l'autoroute A65.
- Manciet (km 125)
- Nogaro (km 134)
- Luppe-Violles
- Vergoignan (km 148)
- Barcelonne-du-Gers (km 152)
- Aire-sur-l'Adour (km 154)
- Cazères-sur-l'Adour
- Bordères-et-Lamensans
- Grenade-sur-l'Adour (km 172)

#### De Grenade-sur-l'Adour à Tartas
Cette section se trouvait dans le département des Landes avant sont déclassement.
De 1972 à 2006
De Mont-de-Marsan à Saint-Geours-de-Maremne, la route nationale 124 est déclassée en route départementale 824 et est entièrement 2X2 voies. La 2X2 voies contourne les villes de Saint-Paul-lès-Dax par le nord. L'ancien tracé traverse Saint-Paul-lès-Dax et est déclassé en route départementale 524.Il quitte le tracé de la 2X2 voies à l'est de la commune, la traverse et rejoint la 2X2 voies à l'ouest de la commune. D'Aire-sur-l'-Adour à Saint-Geours-de-Maremne, la route nationale 124 est déclassée en route départementale 824. À Mont-de-Marsan, l'ancien tracé traverse la ville et est déclassé en route départementale 624 et rejoint à l'ouest de la ville la route départementale 824 en 2X2 voies jusqu'à Saint-Geours-de-Maremne. Le nouveau tracé contourne Mont-de-Marsan par le sud, est déclassé en route départementale 824 et rejoint à l'ouest la 2X2 voies.
- Mont-de-Marsan (km 187)
- Campagne
- Meilhan
- Tartas (km 212)

Avant 1972
- Péré
- Cauna
- Souprosse
- Tartas

#### De Tartas à Saint-Geours-de-Maremne
Cette section se trouve dans le département des Landes.
La 2X2 voies contourne les communes décrites par le nord, la voie express s'achève à Saint-Geours-de-Maremne et se raccorde avec la RN 10 déclassée en route départementale 810 allant de Paris à Béhobie à la frontière espagnole. Saint-Geours-de-Maremne n'est pas contournée par le nord.
- Pontonx-sur-l'Adour (km 224)
- Dax (km 239)
- Saint-Paul-lès-Dax
- Saint-Geours-de-Maremne (km 254)

« La section de la route départementale 824 dans les Landes comprise entre les PR 100+000 et PR 101+1067 dans le sens Dax/autoroute A 63 et entre les PR 101+1068 et PR 100+298 dans le sens inverse au niveau de la commune de Saint-Geours-de-Maremne est déclassée, avec ses dépendances et accessoires, du domaine routier départemental et reclassée dans le domaine routier national, catégorie des autoroutes, conformément au plan annexé au présent décret (1). »

— Décret n° 2019-263 du 1er avril 2019 portant classement dans le domaine routier national (catégorie des autoroutes) d'une section de la route départementale 824 dans les Landes.

## Sections en voie express
En région Occitanie, les communes de Toulouse et d'Auch toutes deux  sont en grande partie reliées par voies autoroutières; une section sous la dénomination A624 et l'autre sous la dénomination N124. La numérotation des échangeurs sur la voie express poursuit la numérotation de l'A624.

### Section absorbée par l'A624
- Échangeur entre A620 et A624
- Début de l'autoroute A624
- 1 Ancely : Purpan, Casselardit, Lardenne, Saint-Cyprien
- Échangeur entre A624 et M901 : Aéroport de Blagnac, Blagnac, Cornebarrieu
- Échangeur entre A624 et M980 +  2 La Crabe : Airbus, Saint-Martin-du-Touch
- 3 La Fontaine Lumineuse : Airbus, Colomiers-est, Les Ramassiers
- Fin de l'autoroute A624

### Section Toulouse - Auch
- Début de la N124
- 4 : Colomiers-centre
- 5 En Sigal : Colomiers
- 6 Perget-Monturon : Colomiers, En Jacca
- Limitation à 110 km/h
- 7 : Pibrac, Léguevin-centre, Brax
- 8 : La Salvetat-Saint-Gilles, Plaisance-du-Touch
- 9 : Léguevin-sud, Fontenilles, Fonsorbes, Saint-Lys, La Salvetat-Saint-Gilles, Plaisance-du-Touch
- 10 : Pujaudran-est
- 11 : Pujaudran-ouest, Saint-Lys, Fonsorbes, Muret
- Limitation à 90 km/h
- Aire de repos de L'Isle-Jourdain en Gascogne (sens  Toulouse - Auch) +  Aire de repos de Rudelle (sens  Auch - Toulouse)
- Limitation à 110 km/h
- 12 : L'Isle-Jourdain-est, Grenade, Ségoufielle
- 13 : L'Isle-Jourdain, Samatan, Lombez, Grenade
- Fin de la section en voie express
- Carrefour giratoire entre N124 et N224
- Section à double sens (en 2027, à l'issue des travaux, deux échangeurs devraient être disponibles)
- Carrefour giratoire entre N124 et D924
- Début de la section en voie express
- 15 : Saramon, Gimont
- 16 : Montauban, Aubiet, Pessan, Mauvezin, Beaumont-de-Lomagne
- 17 : Marsan
- Fin de la section en voie express
- Carrefour giratoire entre N124 et D924
- Début de la rocade d'Auch
- D515 : Preignan, Montaut-les-Créneaux
- N21 : A62, Auch, Tarbes, Agen
- D148 : Auch-centre, Duran, Tarbes
- Fin de la rocade d'Auch
- Carrefour giratoire entre D924 et D930.
- La route nationale 124 se poursuit  sur une section à double sens sans voie express.

### Section Mont-de-Marsan - A63
En région Nouvelle-Aquitaine, dans le réseau routier des Landes, la route départementale D824 — de type voie express à double voie — relie Mont-de-Marsan à l'échangeur  9 Dax de l'A63.
- Carrefour giratoire avec la RD 834
- D 3 : Saint-Perdon, Mugron
- D 351 : Saint-Perdon
- D 365 : Campagne, Saint-Martin-d'Oney
- D 364 : Meilhan, Le Leuy, Saint-Yaguen, Ygos-Saint-Saturnin
- : Carcarès-Sainte-Croix +  Aire de repos de Champigny (dans les deux sens)
- D 924 : Tartas, Rion-des-Landes, Montfort-en-Chalosse, Souprosse, Saint-Sever, Aire-sur-l'Adour
- Carrefour giratoire avec la RD 380
- D 380 : Lesgor, Bégaar
- D 425 : Lesgor
- : Pontonx-sur-l'Adour, Laluque, Castets
- : Pontonx-sur-l'Adour, Buglose, Montfort-en-Chalosse, Mugron
- D 461 : Téthieu
- D 27 : Saint-Vincent-de-Paul, Buglose, Berceau de Saint-Vincent-de-Paul
- D 524 : Saint-Paul-lès-Dax, Dax, Orthez, Peyrehorade
- D 947 : Saint-Paul-lès-Dax, Castets, Mimizan, Bordeaux
- D 459 : Saint-Paul-lès-Dax, Dax, Magescq, Léon
- D 170 : Mées
- D 113 : Angoumé
- D 13 : Rivière-Saas-et-Gourby, Saubusse
- D 810 : Saint-Geours-de-Maremne, Saint-Vincent-de-Tyrosse, Capbreton-Hossegor, Bayonne
- Échangeur entre RD 824 et A63 ( 9 Dax de l'A63)